# Aune Häme
Aune Häme (26 de agosto de 1909 – 31 de diciembre de 1960) fue una actriz finlandesa.
Su verdadero nombre era Aune Linnea Hämäläinen, y estuvo casada con el actor y director cinematográfico Ville Salminen desde 1934 a 1948. Fue madre del también actor y director Ville-Veikko Salminen.

## Filmografía
- 1938 : Poikamiesten holhokki
- 1939 : Hätävara
- 1939 : Vihreä kulta
- 1940 : Ketunhäntä kainalossa
- 1940 : Kyökin puolella
- 1941 : Kaivopuiston kaunis Regina
- 1943 : Neiti Tuittupää
- 1943 : Varjoja Kannaksella
- 1943 : Keinumorsian
- 1944 : Hiipivä vaara
- 1945 : Mikä yö!
- 1955 : Pastori Jussilainen
- 1964 : Harha-askel